# Runenstein von Jetsmark

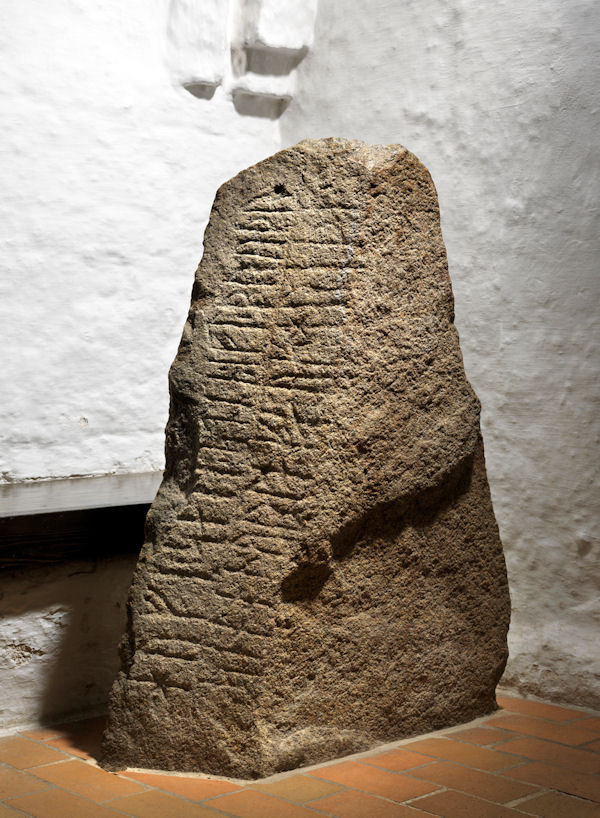
Runenstein von Jetsmark

Der Runenstein von Jetsmark (DR 160; DK NJy13 oder NJy 13) steht im Karnhaus der Kirche von Pandrup, nordwestlich von Aalborg auf der Insel Vendsyssel-Thy in Jütland in Dänemark. 
Der Besitzer des Hofes Bisgård in Pandrup fand im Jahre 1855 in einem mit Erde aufgefüllten Keller aus Feldsteinen einen langen, flachen Runenstein aus Granit, auf dessen Schmalseite Runen eingeritzt waren. Er brachte den Stein zur Kirche. Heute befindet sich der teilweise in die Erde eingelassene Stein im Karnhaus der Kirche.
Der Stein aus der Wikingerzeit (800–1050 n. Chr.) ragt etwa 1,2 m aus der Erde und ist an der Basis 65 cm breit und 32 cm dick.
Man geht davon aus, dass die im RAK erstellte Inschrift von einem schwedischen oder norwegischen Runenmeister geritzt wurde. Sie lautet: